# Shuowen Jiezi

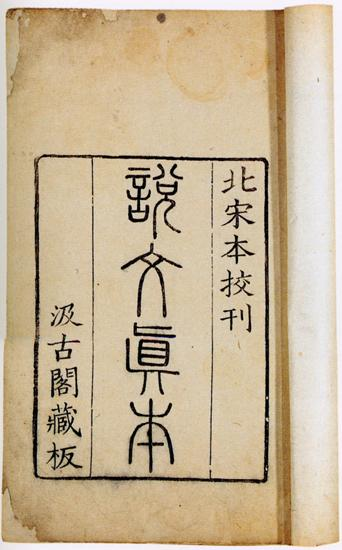
La cubierta de una edición de Shuowen Jiezi de la Dinastía Song del Norte.

El Shuowen Jiezi (chino tradicional: 說文解字 / chino simplificado: 说文解字, pinyin: Shuōwén Jiězì, Wade-Giles: Shuo-wen chieh-tzu; "Comentario de caracteres simples y explicación de caracteres compuestos") es un diccionario chino de la Dinastía Han de comienzos del siglo II d. C. escrito por el erudito Xu Shen. Fue la primera obra en exponer los mecanismos de la escritura china y en analizar la estructura de los caracteres, mostrando su origen y métodos de composición. Fue además el primer diccionario en usar el principio de organización por secciones encabezadoras (bùshǒu 部首), que toman como guía el radical del carácter.